# 楊壽楠
楊壽楠（?—?），字蘧植，號培山，江西清江縣人。清朝官員。

## 生平
乾隆三十四年（1769年）中式己丑科二甲第二名進士。曾于1784-1788年任松江府知府。選翰林院庶吉士，散館授編修。官至陝西延榆綏道道員。